# Гемерчек
Гемерчек (слч. Gemerček) насељено је мјесто са административним статусом сеоске општине (слч. obec) у округу Римавска Собота, у Банскобистричком крају, Словачка Република.

## Становништво
| Година:    | 1994. | 2004.    | 2014.    | 2024.    |
| ---------- | ----- | -------- | -------- | -------- |
| Број људи: | 134   | 115      | 101      | 88       |
| Разлика:   |       | -14,17 % | -12,17 % | -12,87 % |

| Година:    | 2023. | 2024.   |
| ---------- | ----- | ------- |
| Број људи: | 92    | 88      |
| Разлика:   |       | -4,34 % |

Према подацима о броју становника из 2011. године насеље је имало 103 становника.